# 대만기독장로교회
대만 장로교회(PCT; Pe̍h-oe-jī:Tai-on Ki-tok Tiuⁿ-lo Kau-ho-hoe-hawe-jho; 중국어: 臺臺基基長會)는 대만에 본거지를 둔 가장 큰 개신교 기독교 교파다. PCT는 세계교회협의회(World Council of Churchs)의 일원으로, PCT의 깃발은 '버닝 부시'로 불타오르는 개념을 의미했다.

## 역사
대만 장로교회는 19세기 남대만 장로교회의 제임스 라이들러 맥스웰(James Laidlaw Maxwell)과 북대만 장로교회의 조지 레슬리 맥케이(George Leslie Mackay)에 의해 시작되었다. 대만에서 장로교인들은 역사적으로 일제강점기뿐만 아니라 중화민국(ROC)으로의 통치권 이양 이후 대만 고유의 자국어의 사용을 장려하는데 적극적이었으며, 이 기간 동안 만다린어의 배타적 사용이 법적으로 의무화되었다. 또한, 교회는 역사적으로 대만의 인권과 민주주의를 적극적으로 지지해 왔으며, 이는 일제강점기에 시작되어 ROC의 계엄령 시기까지 확장된 전통이다.

## 같이 보기
- 대만의 역사